# Galatasaray S.K. (baschet masculin)
Galatasaray S.K., din motive de sponsorizare Galatasaray Odeabank, este un club profesionist de baschet din Istanbul, Turcia. Face parte din clubul de sport Sport Club Galatasaray. Echipa concurează în Super Liga de Baschet Turcă și în Euroligă. Galatasaray joacă meciurile de pe teren propriu în Abdi İpekçi Arena, carea are o capacitate de 12.270 de spectatori. Echipa a câștigat campionatul Turciei de 5 ori până acum.

## Istoria
Conform înregistrărilor oficiale, în Turcia, baschetul s-a jucat pentru prima dată în 1904, la Colegiul Robert. Un profesor de educație fizică american a pus bazele acestui sport în Turcia. 7 ani mai târziu, Ahmet Robenson, un profesor de educație fizică la Liceul Galatasaray a decis să introducă un nou joc studenților. Robenson, care a devenit și președinte al Galatasaray S.K.,a popularizat acest sport în Turcia.
Baschetul a fost întotdeauna foarte important pentru club. Echipa a câștigat 4 titluri naționale de campioană și 16 titluri în Liga Istanbul. Fostul președinte al clubului, Özhan Canaydın a fost și jucător al echipei de baschet.
La data de 24 iunie 2011, Galatasaray a anunțat că sponsorizarea Cafe Crown s-a încheiat.
Galatasaray s-a calificat pentru Euroligă pentru prima dată după ce a câștigat turul preliminar calificându-se pentru Euroliga 2011-2012.
La 27 aprilie 2016, Galatasaray a învins Strasbourg IG cu scorul de 78-67 la Abdi Ipekci Arena. Cu acest rezultat echipa de baschet masculin Galatasaray a câștigat pentru prima dată Eurocupa, fapt ce i-a adus calificarea în Euroliga 2016-2017.

## Sponsorship naming
Galatasaray a avut mai multe nume de-a lungul anilor datorită sponsorizărilor:
- Galatasaray Cafe Crown (2005–2011)[6]
- Galatasaray Medical Park (2011–2013)[7]
- Galatasaray Liv Hospital (2013–2015)[8][9]
- Galatasaray Odeabank (2015-)[10]

## Arene pentru meciurile de pe teren propriu
- Ayhan Șahenk Arena (2006–2009)
- Abdi İpekçi Arena (2009–present)

## Sezoanele recente
| Sezpn     | Divizie | Poz. | Play-off           | Cupa Turciei       | Competiții europene | Competiții europene |
| --------- | ------- | ---- | ------------------ | ------------------ | ------------------- | ------------------- |
| 2005–2006 | SBT     | 8    | Sferturi de finală | Sferturi de finală | –                   | –                   |
| 2006–2007 | SBT     | 4    | Semifinale         | Sferturi de finală | –                   | –                   |
| 2007–2008 | SBT     | 5    | Sferturi de finală |                    | Eurocupa            | locul 4             |
| 2008–2009 | SBT     | 4    | Semifinale         | Semifinale         | FIBA EuroChallenge  | Optimi de finală    |
| 2009–2010 | SBT     | 9    | –                  |                    | Eurocupa            | Optimi de finală    |
| 2010–2011 | SBT     | 3    | Vice-campioană     | Semifinale         | Eurocupa            | Optimi de finală    |
| 2011–2012 | SBT     | 1    | Semifinale         | Locul 3            | Euroligă            | Top 16              |
| 2012–2013 | SBT     | 1    | Campioană          | Vice-campioană     | Eurocupa            | Top 16              |
| 2013–2014 | SBT     | 4    | Vice-campioană     | Semifinale         | Euroligă            | Sferturi de finală  |
| 2014–2015 | SBT     | 8    | Sferturi de finală | Sferturi de finală | Euroligă            | Top 16              |
| 2015–2016 | SBT     | 3    | Semifinale         | Sferturi de finală | Eurocup             | Campioană           |

## Palmares

### Național
Campionatul Turciei
- Titluri (5): 1968-1969, 1984-1985, 1985-1986, 1989-1990, 2012-2013

Cupa Turciei
- Titluri (3): 1969-1970, 1971-1972, 1994-1995

Cupa Președintelui
- Titluri (2): 1985, 2011

### European
Euroliga
- Top 8 (1): 2013-2014
- Top 16 (2): 2011-2012, 2014-2015

Eurocupa
- Campioana: 2015-2016
- locul 4 (1): 2007-2008

## Antrenori principali
| Date      | Nume             |
| --------- | ---------------- |
| 1968-1970 | Petar Simenov    |
| 1984-1985 | Nur Germen       |
| 1985–1987 | Fehmi Sadıkoğlu  |
| 1989–1991 | Faruk Akagün     |
| 1993–1996 | Aydan Siyavuș    |
| ?–?       | Ömer Petorak     |
| 1999–2000 | Fehmi Sadıkoğlu  |
| 2002–2003 | Erman Kunter     |
| 2005–2006 | Halil Üner       |
| 2006–2009 | Murat Özyer      |
| 2009      | Koray Mincinozlu |
| 2009      | Okan Çevik       |
| 2009–2010 | Cem Akdağ        |
| 2010–2012 | Oktay Mahmuti    |
| 2012–     | Ergin Ataman     |